# Surya Ganguly
Pour les articles homonymes, voir Ganguly.
Surya Shekhar Ganguly (en bengali, সূর্য শেখর গাংগুলী, né le 24 février 1983) est un grand maître indien du jeu d'échecs. Il a remporté le titre de champion national à cinq reprises (entre 2003 et 2008) et fait partie de l'équipe de secondants de Viswanathan Anand.

## Débuts

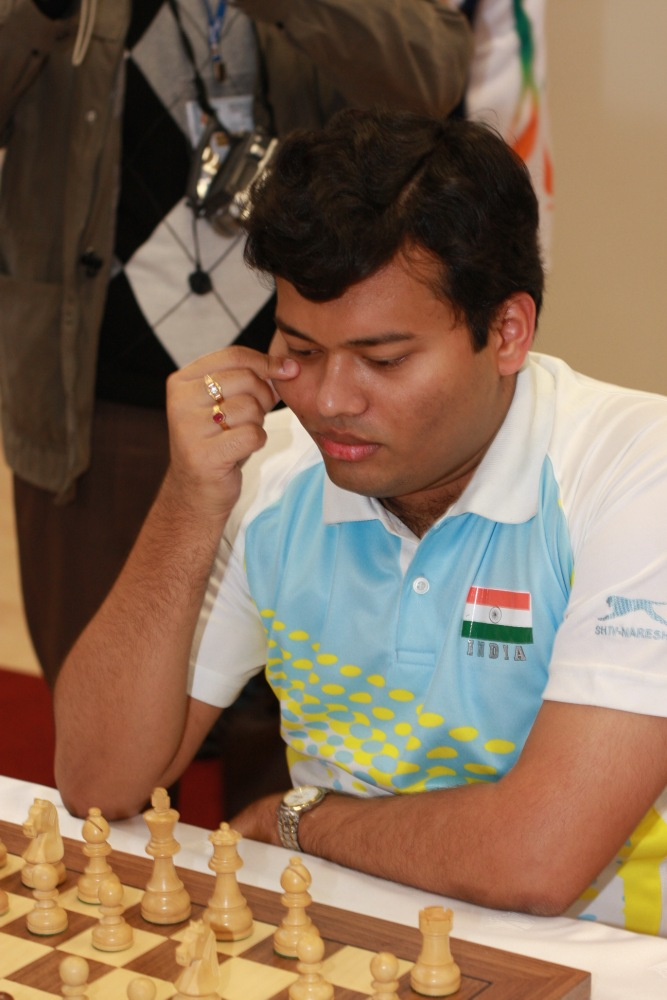
Surya Shekhar Ganguly en 2011.

Il obtient un diplôme du Scottish Church College de Calcutta. Pendant sa scolarité, il devient membre du club Alekhine et remporte le championnat national junior des moins de 10 ans en 1991 à  Trivandrum.

## Résultats
En 1995, lors de l'open de Calcutta,  Surya Sekhar Ganguly devint le premier joueur de onze ans à battre un grand maître, Gregory Serper.
Il gagne le titre de grand maître en 2002 grâce à ses résultats de l'Olympiade de Bled.
Son résultat le plus remarquable a consisté à remporter le championnat national indien pendant cinq années consécutives, de 2003 à 2008.
En 2007 il termine deuxième au départage du Championnat du Commonwealth à égalité de points avec le vainqueur Ramachandran Ramesh.
En janvier 2009, il remporte le 7e tournoi open Parsvnath à New Delhi. En mai 2009, il est premier du championnat continental asiatique.
Il fait partie de l'équipe de secondants de plusieurs grands maîtres, tels Alexeï Chirov et Viswanathan Anand. Il a notamment secondé Anand lors du championnat du monde 2008 contre Vladimir Kramnik, de celui de 2010 contre Veselin Topalov et de celui de 2012 contre Boris Guelfand.
Au 1er novembre 2013, il est le 118e joueur mondial et le 5e joueur indien avec un classement Elo de 2 646 points. Son record est de 2 672 en mars 2010.

### Résultats aux championnats du monde et coupes du monde
| Année | Lieu                             | Résultat      | Ultime adversaire   | Adversaires battus |
| ----- | -------------------------------- | ------------- | ------------------- | ------------------ |
| 2001  | Moscou                           | premier tour  | Aleksandr Khalifman |                    |
| 2004  | Tripoli                          | premier tour  | Peter Heine Nielsen |                    |
| 2005  | Khanty-Mansiïsk (coupe du monde) | deuxième tour | Levan Pantsulaia    | Hikaru Nakamura    |
| 2007  | Khanty-Mansiïsk (coupe du monde) | premier tour  | Sergei Tiviakov     |                    |
| 2009  | Khanty-Mansiïsk (coupe du monde) | deuxième tour | Wang Hao            | Anton Filippov     |
| 2015  | Bakou                            | premier tour  | Vladislav Artemiev  |                    |
| 2019  | Khanty-Mansiïsk                  | premier tour  | Vladimir Fedosseïev |                    |